# 羽前金澤站
羽前金澤站（日语：／ Uzen-Kanezawa eki */?）是位於山形縣東村山郡中山町大字金澤，東日本旅客鐵道（JR東日本）的左澤線車站。

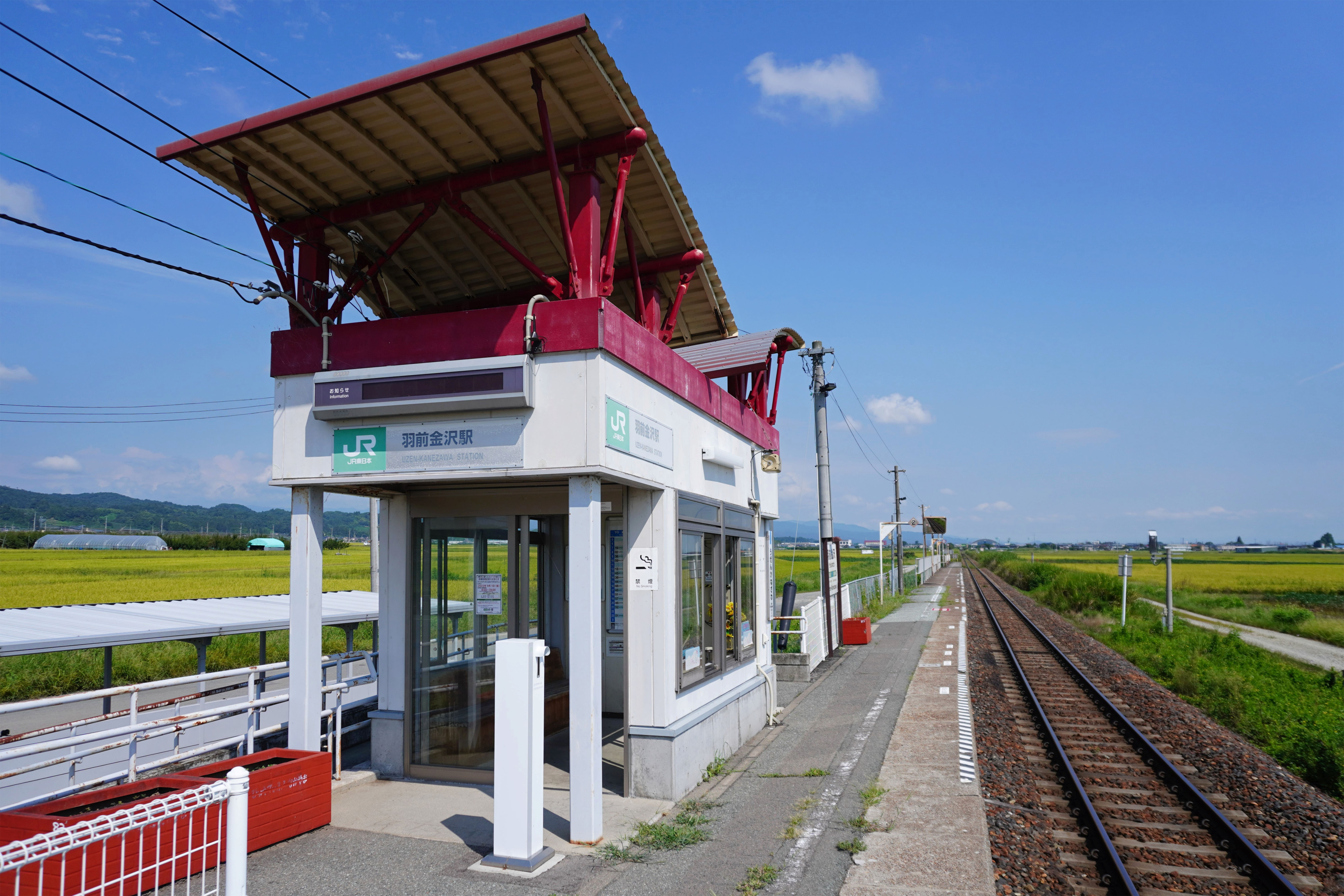
候車室與月台（2023年9月）

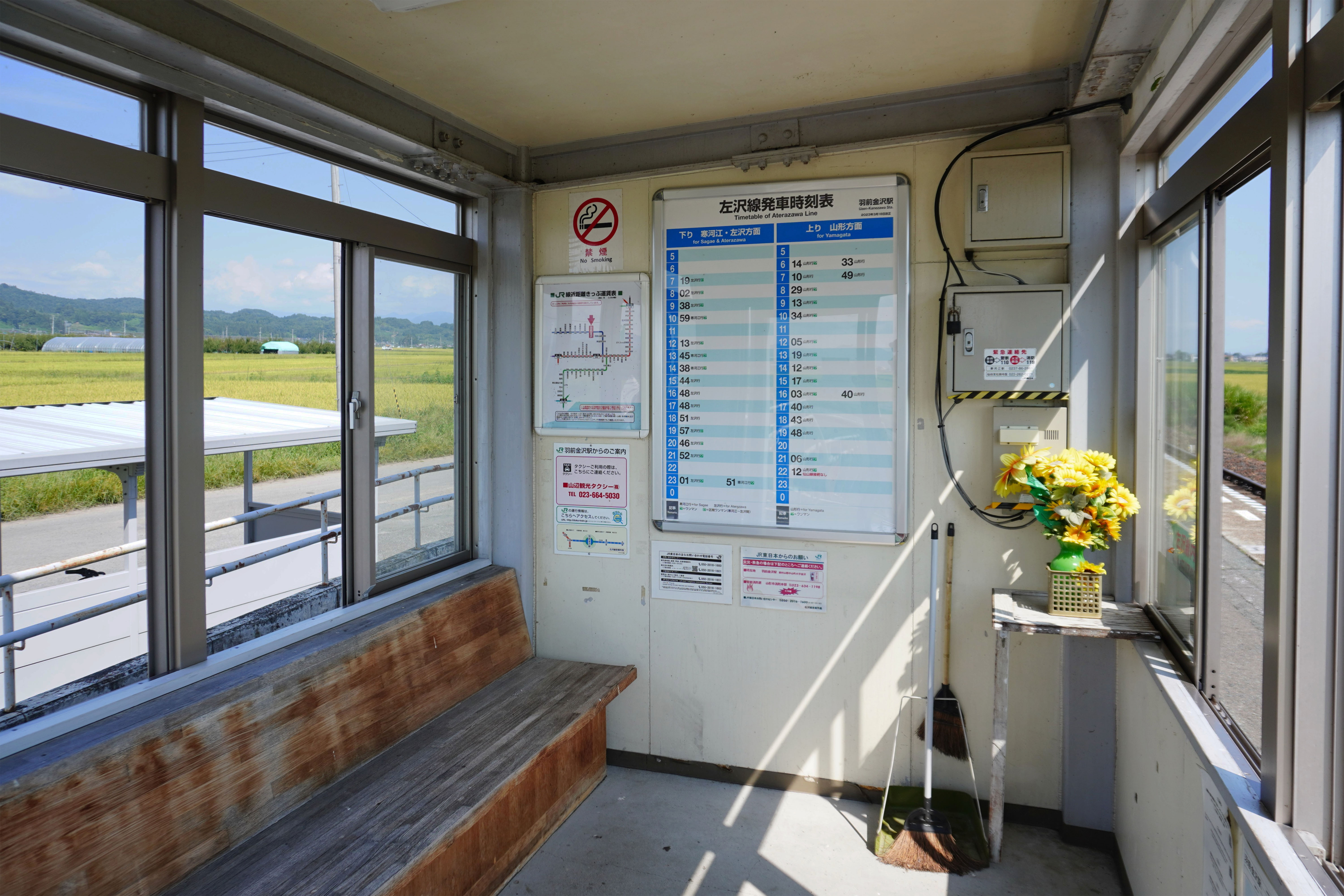
候車室内（2023年9月）

## 歷史
- 1951年（昭和26年）12月25日：車站啟用[1]。
- 1987年（昭和62年）4月1日：伴隨國鐵分割民營化，車站由東日本旅客鐵道（JR東日本）營運[2]。
- 2003年（平成15年）3月16日：候車室和廁所進行了翻新。

## 車站構造
車站是一座地面車站，設有1面1線的單式月台。此站是由寒河江站管理的無人車站。
候車室和廁所在2003年落成，另外設有單車停泊處。候車室的屋頂是以在天空飛翔的鳥翼而設計。

## 使用狀況
在2004年度，1日平均乘車人次為30人。
| 乘車人次變化 | 乘車人次變化 |
| 年度         | 1日平均人次  |
| ------------ | ------------ |
| 2000         | 26           |
| 2001         | 27           |
| 2002         | 24           |
| 2003         | 26           |
| 2004         | 30           |

## 車站周邊
車站周邊是農田，西邊設有金澤村落。
- 國道458號（日语：国道458号）

## 相鄰車站
東日本旅客鐵道（JR東日本）
■左澤線
羽前山邊－羽前金澤－羽前長崎

## 注腳
1. 1 2  「日本国有鉄道公示第349号」『官報』1951年12月21日（國立國會圖書館數碼化收藏）
2. ↑  『交通年鑑 昭和63年版』 交通協力會，1988年3月。
3. ↑  『山形県の鉄道輸送』平成26年度版 - 山形県 （页面存档备份，存于）（日語）

## 外部連結
- 車站資訊（羽前金澤）：東日本旅客鐵道（日語）